# 5000 Volts
5000 Volts was een Britse band, die enkele discosingles uitbracht in de jaren 70. De groep bestond uit zanger Martin Jay en zangeres Tina Charles. De samenstelling van de band verschilde per optreden.
Tijdens de jaren 70 bracht de band verscheidene singles uit. De groep had geen succes, totdat radiostations I'm on Fire ontdekten, de B-kant van de single Bye Love. Vervolgens werd het nummer als A-kant uitgebracht en werd het een grote hit in Europa. Het haalde de vijfde plaats in de Nederlandse hitlijsten en in België stond het nummer enkele weken op nummer 1 in de BRT Top 30. Ook in Duitsland en Zweden werd de eerste plaats bereikt. Het haalde de vierde plaats in de Engelse hitlijsten. In Amerika haalde het nummer de 26e plaats.
Door de publiciteit rond de hit werd Tina Charles vaker gevraagd als solozangeres. In 5000 Volts werd ze vervangen door Linda Kelly. Hun laatste hit in Nederland, Doctor Kiss-Kiss, stond in 1976 2 weken op nr. 24 in de Nationale Hitparade. In 1978 viel de band uiteen. Linda Kelly overleed in 1998.

## NPO Radio 2 Top 2000
| Nummer met noteringen in de NPO Radio 2 Top 2000 | '01  | '02-'03 | '04  | '05  |
| ------------------------------------------------ | ---- | ------- | ---- | ---- |
| I'm on Fire                                      | 1377 | -       | 1752 | 1864 |

1. ↑  Een '-' betekent dat het nummer niet was genoteerd en een vetgedrukt getal geeft de hoogste notering aan.
2. ↑  2001 was het eerste jaar met een notering voor dit nummer.
3. ↑  Deze tabel is bijgewerkt tot en met de laatste editie (2024).